# Augustins récollets
Les augustins récollets (en latin Ordo Augustinianorum Recollectorum) forment un ordre mendiant  de droit pontifical. 

## Historique
En 1588 à Tolède, plusieurs religieux désirent instaurer une vie plus austère et parfaite au chapitre de la province de l'ordre de Saint-Augustin de Castille. La règle rédigée par Luis de León est approuvée par la maison provinciale en septembre 1589 et confirmée par le pape Clément VIII en 1597. Ses quatorze chapitres concrétisent la volonté d'une plus grande perfection de la vie contemplative et une accentuation ascétique de la vie religieuse. Ils commencent à être pratiqués au couvent de Talavera de la Reina en octobre 1589.
En 1602, le Saint-Siège désolidarise les cinq couvents réformés de la province augustinienne de Castille et les érige en province de frères récollets d'Espagne. La province continue à dépendre du prieur général de l'ordre dont l'autorité a cependant des limites précises. Désormais, il ne peut pas modifier les statuts ou visiter leurs couvents sans la compagnie de deux frères réformés. En 1605, le deuxième chapitre provincial s'ouvre à l'horizon missionnaire, en 1606, c'est la première expédition missionnaire aux Philippines.
En 1621, Grégoire XV élève la province au rang de congrégation religieuse confiant son gouvernement à un vicaire général choisi parmi ses membres. Le prieur général de l'ordre des Augustins conserve intacte la compétence, mais la présence d'une autorité supra-provinciale au sein des réformés contribue à affirmer leur propre identité et à se dissocier de l'ordre des Augustins. La même année, le premier chapitre général a lieu ; la congrégation est divisée en quatre provinces, trois sont en Espagne, la quatrième, aux Philippines. D'autres étapes importantes dans cette recherche d'affirmation de l'individualité sont la publication des premières constitutions (1631 et 1637) et du cérémonial (1639-1640).
Au début du XVIIe siècle, un autre mouvement réformiste parmi les augustins colombiens surgit à l'imitation des récollets. En 1604, la province de Notre-Dame de Grâce attribue à ses promoteurs le couvent d'El Desierto de la Candelaria et leur donne une règle de vie sensiblement identique à celle de Luis de León. En 1616, les récollets colombiens qui ont déjà les couvents de Panama et Carthagène adoptent le mode de vie des récollets espagnols. En 1629 ils les rejoignent et en 1666 ils forment la cinquième province de la congrégation.
Au XIXe siècle, la congrégation subit un changement profond. Les confiscations d'Espagne (1835-1837) et de la Colombie (1861) la dépouillent de ses couvents. Empêchée de pratiquer la vie commune, elle se transforme en une communauté apostolique et missionnaire. Durant plus d'un siècle, les missions et l'apostolat sont les occupations presque exclusives de ses membres.
Dans le début du XXe siècle, la communauté acquiert une autonomie juridique complète. Le chapitre général se tient au monastère de San Millán de la Cogolla en 1908 au cours duquel le changement d'orientation de l'ordre est accepté. Par rescrit du 18 juillet 1911, la congrégation des réguliers sanctionne son indépendance totale du prieur général des augustins. Un an plus tard, le 16 septembre 1912, Pie X l'inscrit dans le catalogue des ordres religieux donnant à son supérieur le titre et les facultés de prieur général et élève la congrégation au rang d'ordre mendiant devenant la dernière fondation parmi les ordres mendiants.

## Activité et diffusion

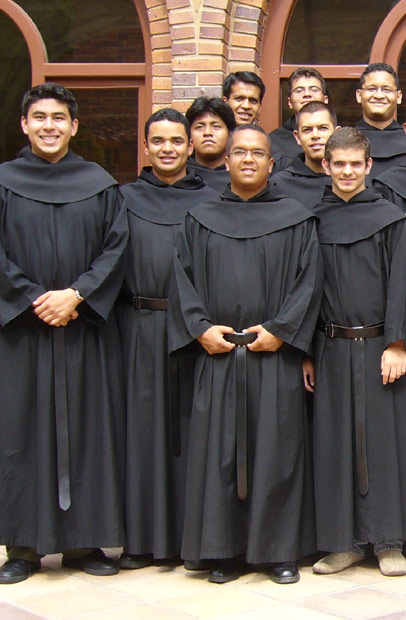
Novices en formation.

Les augustins récollets se consacrent à l'apostolat, aux missions, à l'enseignement accompagné d'une vie de prière.
Ils sont présents en : 
- Europe : Espagne, Italie, Royaume-Uni.
- Amérique du Nord : États-Unis, Mexique.
- Amérique centrale : Costa Rica, Guatemala, Panama.
- Amérique du Sud : Argentine, Brésil, Chili, Colombie, Pérou, République dominicaine, Vénézuela.
- Afrique : Sierra Leone.
- Asie : Chine, Philippines, Taïwan.

La maison généralice est à Rome.
Au 31 décembre 2008, l'ordre comptait 198 couvents et 1227 religieux dont 900 prêtres.

## Famille des récollets
- Augustines récollettes contemplatives érigées au même chapitre de Tolède en 1588.
- Augustines déchaussées de saint Jean de Ribera fondées à Alcoy en 1597.
- Augustines récollettes fondées en 1719 à Manille par Denise et Cécile Talangpaz.
- Augustines récollettes du Sacré-Cœur de Jésus fondées en 1902 à Maracay par Marie de saint Joseph Alvarado Cardozo
- Augustines récollettes missionnaires fondées en 1931 à Shangqiu par Mgr François-Xavier Ochoa et María Esperanza de la Cruz.
- Augustines récollettes des malades fondées en 1985 à Bogota par Sebastian López de Murga.

## Saints et Bienheureux récollets
- saint Ezequiel Moreno y Díaz, missionnaire et évêque du diocèse de Pasto.
- sainte Madeleine de Nagasaki vierge martyre japonaise membre du Tiers-Ordre des Augustins récollets.
- bienheureux François de Jésus et Vincent de Saint Antoine, martyrs au Japon.
- bienheureux Martin de Saint Nicolas et Melchior de Saint Augustin, martyrs au Japon.
- bienheureuse Inés de Benigánim, augustine déchaussée.
- bienheureuse Josefa de la Purificacion, augustine déchaussées martyre.
- bienheureux Vicent Soler et ses compagnons martyrs de Motril.
- bienheureuse Marie de Saint Joseph, fondatrice des augustines récollettes du Sacré-Cœur.